# Desmanthus paspalaceus
Desmanthus paspalaceus är en ärtväxtart som först beskrevs av Carl Lindman, och fick sitt nu gällande namn av Arturo Erhardo Erardo Burkart. Desmanthus paspalaceus ingår i släktet Desmanthus och familjen ärtväxter. Inga underarter finns listade i Catalogue of Life.